# Jordanki
Jordanki (Duits: Jordanken) is een plaats in het Poolse district  Sztumski, woiwodschap Pommeren. De plaats maakt deel uit van de gemeente Stary Targ en telt 105 inwoners.